# Pandèmia de COVID-19 a Mongòlia
La propagació de la pandèmia per coronavirus de 2019-2020 a Mongòlia es va detectar el 10 de març de 2020 arran de la prova positiva d'un ciutadà francès que havia arribat a la regió de Dornogovi després de passar per Moscou segons va anunciar el
Primer Ministre Ölziisaikhany Enkhtüvshin.
En data del 19 d'abril, el país comptava 32 casos confirmats i 7 persones guarides.

## Cronologia
La notícia d'una primera persona infectada per Covid-19 es va comunicar el 10 de març 2020 quan el Primer Ministre Ölziisaikhany Enkhtüvshin anuncià que un ciutadà francès de 57 anys que havia arribat a Ulaanbaatar per un vol provinent de Moscou era el primer cas confirmat del país.
L'individu contagiat havia manifestat alguns símptomes d'infecció, com ara febre, a partir del 7 de març. Les proves inicials confirmaren la infecció per coronavirus, i es va demanar aleshores al pacient que es posés en quarantena a Dornogovi. A desgrat d'això, l'home va ignorar la recomanació oficial i va sortir abans d'hora de l'aïllament. Alhora, dues persones que havien entrat en contacte proper amb el malalt se n'anaren de Dornogovi malgrat les recomanacions dels oficials de salut que els havien demanat de romandre a la província. La comissió d'estat d'emergència va notificar que tots dos haurien de respondre legalment de les seves accions. Més de 120 persones que havien tingut contactes directe amb el primer infectat van haver de fer una quarantena, i més de 500 persones que havien estat en contacte indirecte amb ell van haver de sotmetre's a una observació mèdica.
El 27 de març, una altra persona que havia estat aïllada recentment va tenir resultats positius a la prova per coronavirus, portant així el total de casos confirmats, tots importats, a 11. L'individu era un dels 221 viatgers a qui s'havien fet anàlisis tot just quan començaren el seu aïllament després de desembarcar d'un vol charter que anava d'Istanbul a Ulaanbaatar.

## Dades estadístiques
Evolució del nombre de persones infectades amb COVID-19 a Mongòlia
Evolució dels nous casos confirmats per dia
Evolució del nombre de persones guarides del COVID-19 a Mongòlia